# Capella de Santa Eulàlia (Cardona)
La Capella de Santa Eulàlia és una capella d'estil gòtic que es troba dins del municipi de Cardona.

## Localització
És dins del nucli urbà de la vila, donant nom a la plaça adjacent:plaça de Santa Eulàlia. A tocar de la capella hi ha el Passadís de l'antic Hospital de Cardona i la Font de Santa Eulàlia. Antigament aquest lloc era l'epicentre de la vila, a la intersecció entre els tres camins principals que arribaven fins a Cardona i la pujada d'accés al castell. Aquesta localització privilegiada va comportar que es concentressin els diferents serveis públics subjectes al monopoli vescomtal, mentre que en els habitatges superiors se situaven les famílies properes a l'administració senyorial.

## Història
Construïda entre 1347 i 1348, l'advocació a Santa Eulàlia es deu a la fundació feta pel prevere cardoní Jaume Codina. Es va construir per la voluntat de dotar amb una capella annexa l'hospital de pobres i pelegrins que se situava en els números 20 i 22 de l'actual carrer Escasany. Fundat l'any 1083 pel vescomte Ramon Folc I de Cardona, va servir fins a la dècada de 1550, quan va ser substituït per l'hospital de Sant Jaume.

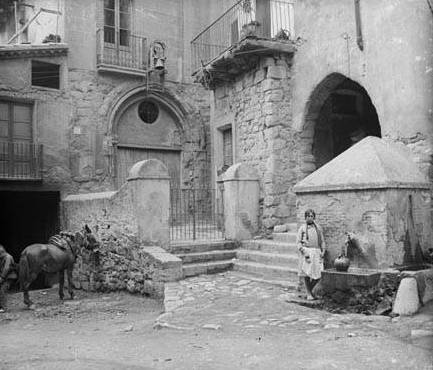
L'entrada de la capella.(Entre 1915 i 1930)

La capella no tenia culte des de 1840, i es feia servir per magatzem i altres usos. El 1972, fou restaurada amb les despeses sufragades per veïns i devots amb l'ajut de Ramon Muntaner, canonge de Solsona. Adornada amb una imatge de Santa Eulàlia esculpida en alabastre, conté dos quadres amb escenes de la vida de la santa, obra de Vilà Moncau.